# صموئيل كرانستون
صموئيل كرانستون هو سياسي أمريكي، ولد في 1 أغسطس 1659 في نيوبورت في الولايات المتحدة، وتوفي بنفس المكان في 26 أبريل 1727.